# Joanna Eichhorn
Joanna Eichhorn (* 27. November 1992 in Berlin) ist eine deutsche Schauspielerin.
Eichhorn spielte von Ende November 2004 bis Anfang Dezember 2007 (7.–10. Staffel) die Hauptrolle der Biliana „Billi“ Reiche in der Kinder- und Jugendserie Schloss Einstein.
Joanna Eichhorn hat eine Zwillingsschwester (Jill), mit der sie sich für ein Casting Schloss Einstein bewarb. Beide kamen in die Endrunde, allerdings wurde ihre Schwester beim Casting nicht besetzt.